# Volby v Maďarsku

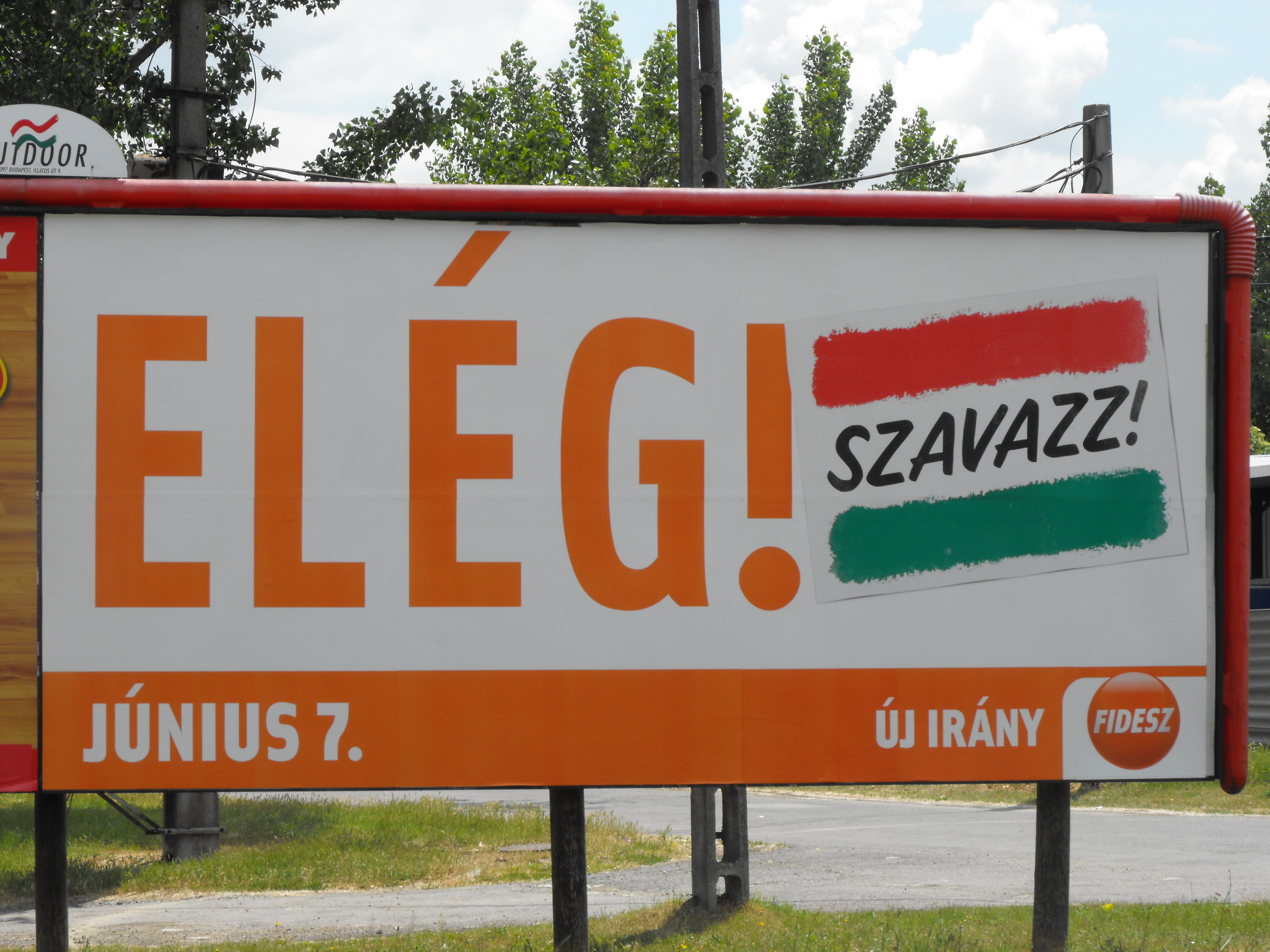
Volební billboard strany Fidesz

Volby v Maďarsku jsou svobodné a demokratické. Občané Maďarska starší 18 let mají právo volit a být voleni ve volbách parlamentních, komunálních (městská zastupitelstva a župy) a do Evropského parlamentu.

## Parlamentní volby

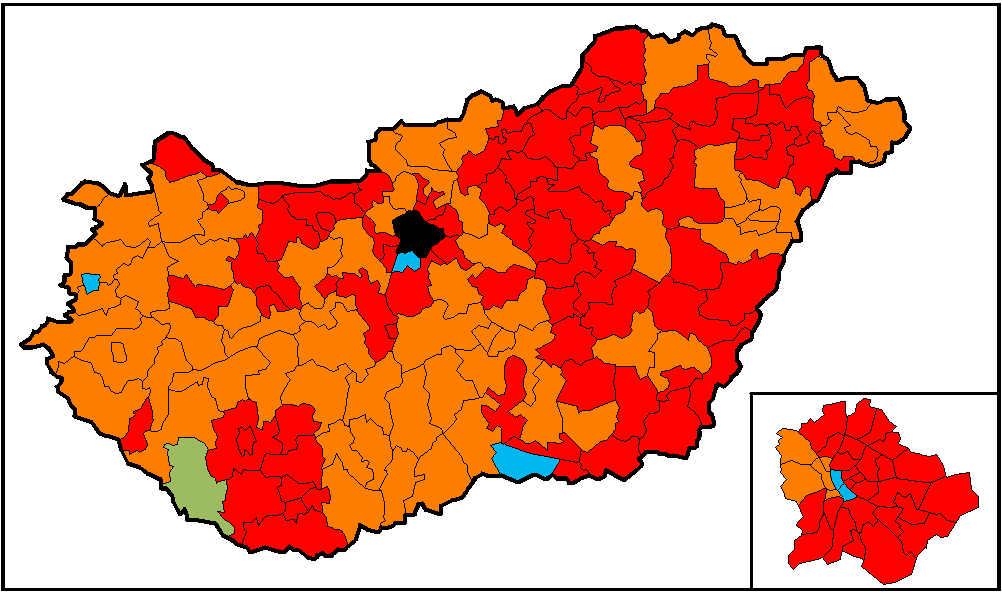
Výsledky voleb 2006:
MSZP
Fidesz-KDNP
SZDSZ
Somogyért Egyesület

Maďarsko má jednokomorový parlament - Országgyűlés, který má 199 poslanců (386 do roku 2014). Volby jsou dvoukolové a konají se každé čtyři roky, vždy na jaře. Maďarsko užívá při parlamentních volbách neobvykle komplikovanou variantu smíšeného volebního systému, označovanou jako supersmíšený volební systém. Do roku 2014 platilo základní rozvržení spočívající v tom, že 176 poslanců bylo voleno v jednomandátových obvodech dvoukolovým většinovým systémem, 152 ve vícemandátových obvodech na základě poměrného systému a 58 z kompenzační celostátní listiny. V praxi se však část mandátů z poměrné části voleb přesouvá na celostátní kompenzační listinu. Cílem je zajistit vládnoucí koalici stabilní většinu v parlamentu a zároveň umožnit vstup osobnostem a zástupcům menšin.
- Parlamentní volby v Maďarsku 1990
- Parlamentní volby v Maďarsku 1994
- Parlamentní volby v Maďarsku 1998
- Parlamentní volby v Maďarsku 2002
- Parlamentní volby v Maďarsku 2006
- Parlamentní volby v Maďarsku 2010
- Parlamentní volby v Maďarsku 2014
- Parlamentní volby v Maďarsku 2018
- Parlamentní volby v Maďarsku 2022
- Parlamentní volby v Maďarsku 2026

## Komunální volby
Komunální volby se v Maďarsku konají každých pět let. Do roku 2014 se konaly ve čtyřletých cyklech, vždy v souběhu s parlamentními volbami.
- Komunální volby v Maďarsku 1990
- Komunální volby v Maďarsku 1994
- Komunální volby v Maďarsku 1998
- Komunální volby v Maďarsku 2002
- Komunální volby v Maďarsku 2006
- Komunální volby v Maďarsku 2010
- Komunální volby v Maďarsku 2014
- Komunální volby v Maďarsku 2019
- Komunální volby v Maďarsku 2024

## Volby do Evropského parlamentu
Volby do Evropského parlamentu se konají každých pět let. Maďarsko je členem EU od roku 2004 a zatím se tedy účastnilo jen voleb 2004 a 2009. V současné době má Maďarsko v EP 22 poslanců.
- Volby do Evropského parlamentu v Maďarsku 2004
- Volby do Evropského parlamentu v Maďarsku 2009
- Volby do Evropského parlamentu v Maďarsku 2014
- Volby do Evropského parlamentu v Maďarsku 2019
- Volby do Evropského parlamentu v Maďarsku 2024